# Chiesa di Sant'Antonio (Sanzeno)
La chiesa di Sant'Antonio è la parrocchiale a Banco, frazione di Sanzeno in Trentino. Fa parte dell'ex-decanato di Fondo dell'arcidiocesi di Trento e risale al XIV secolo.

## Storia

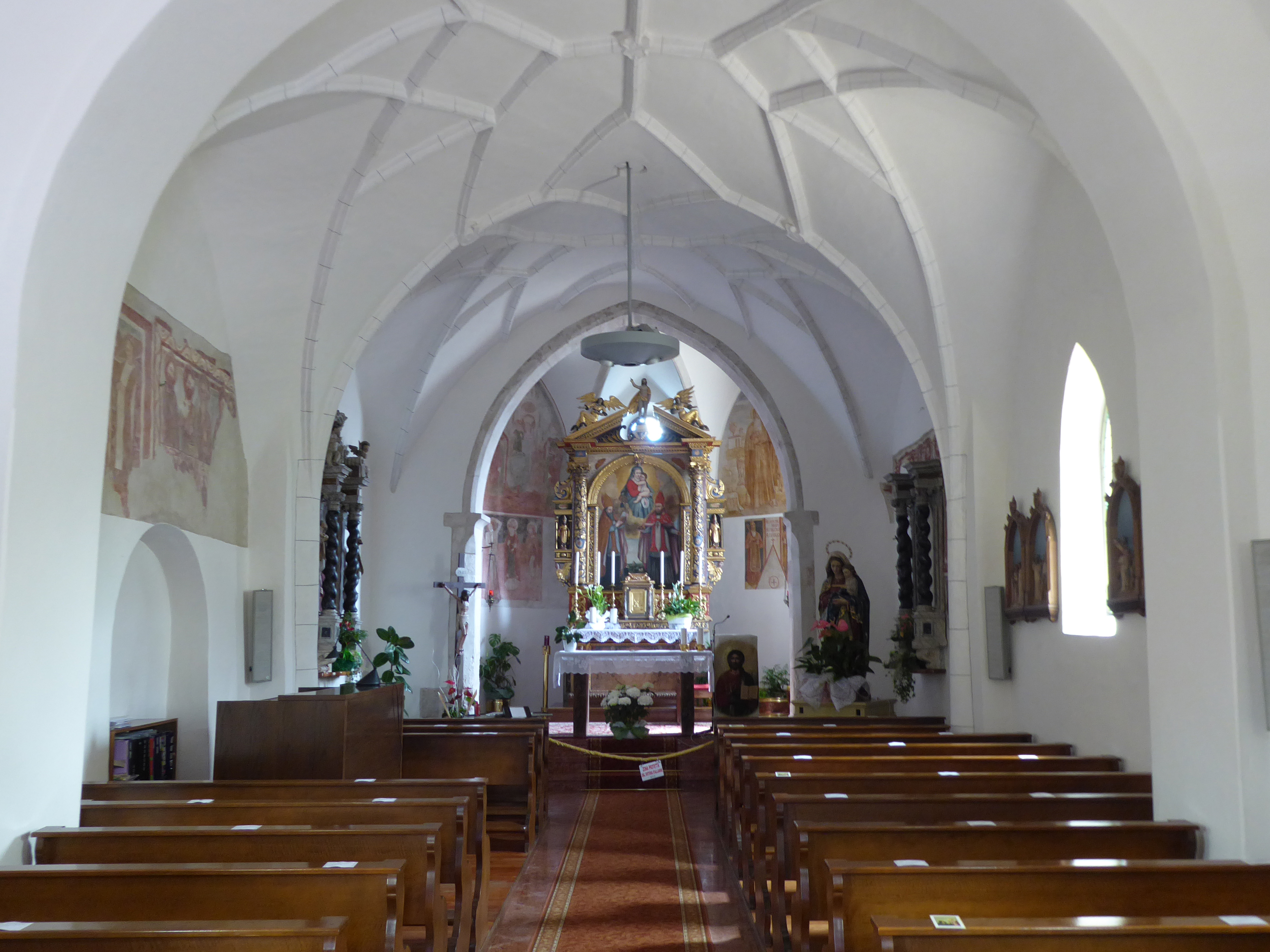
Interno.

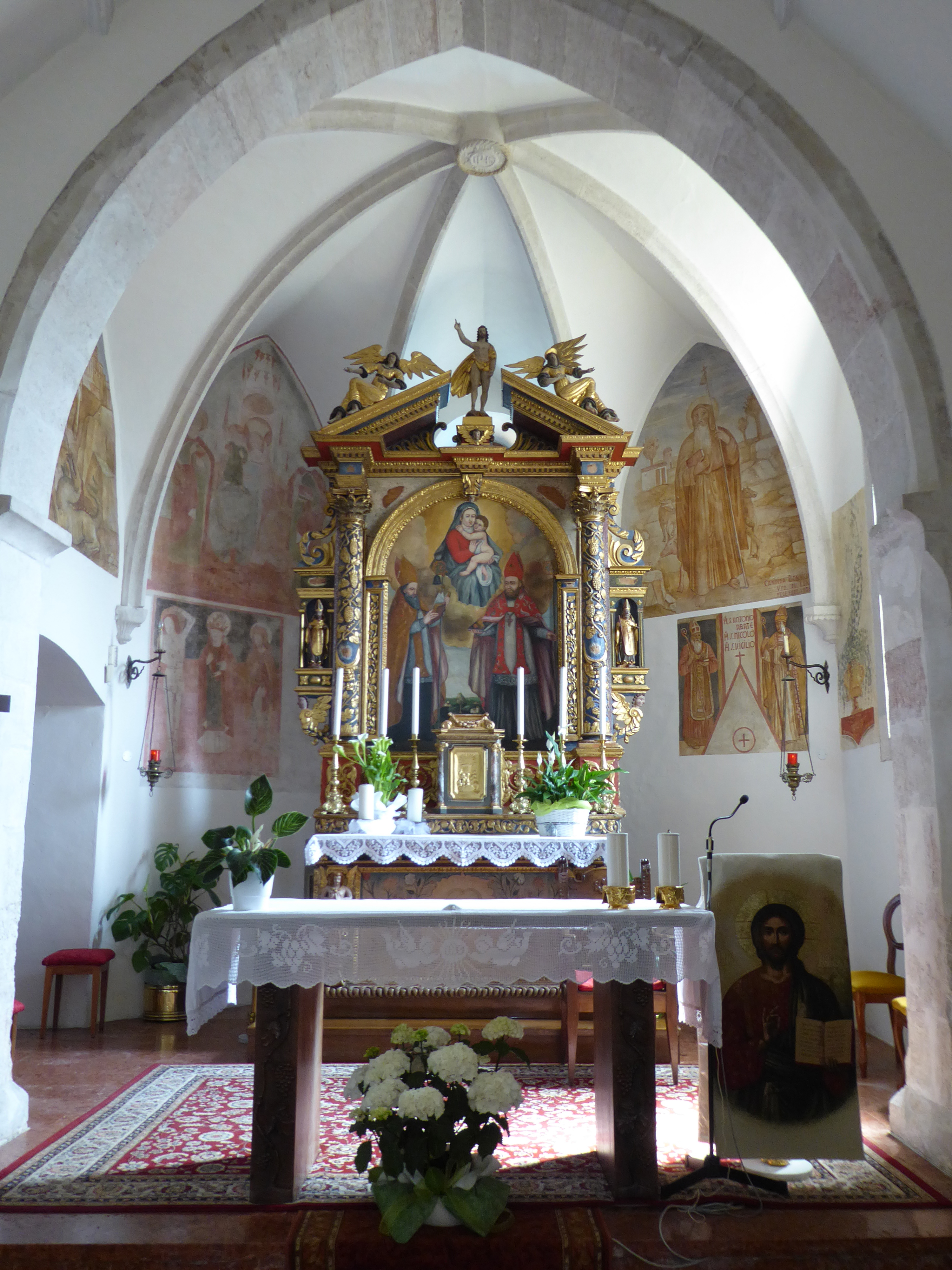
Presbiterio.

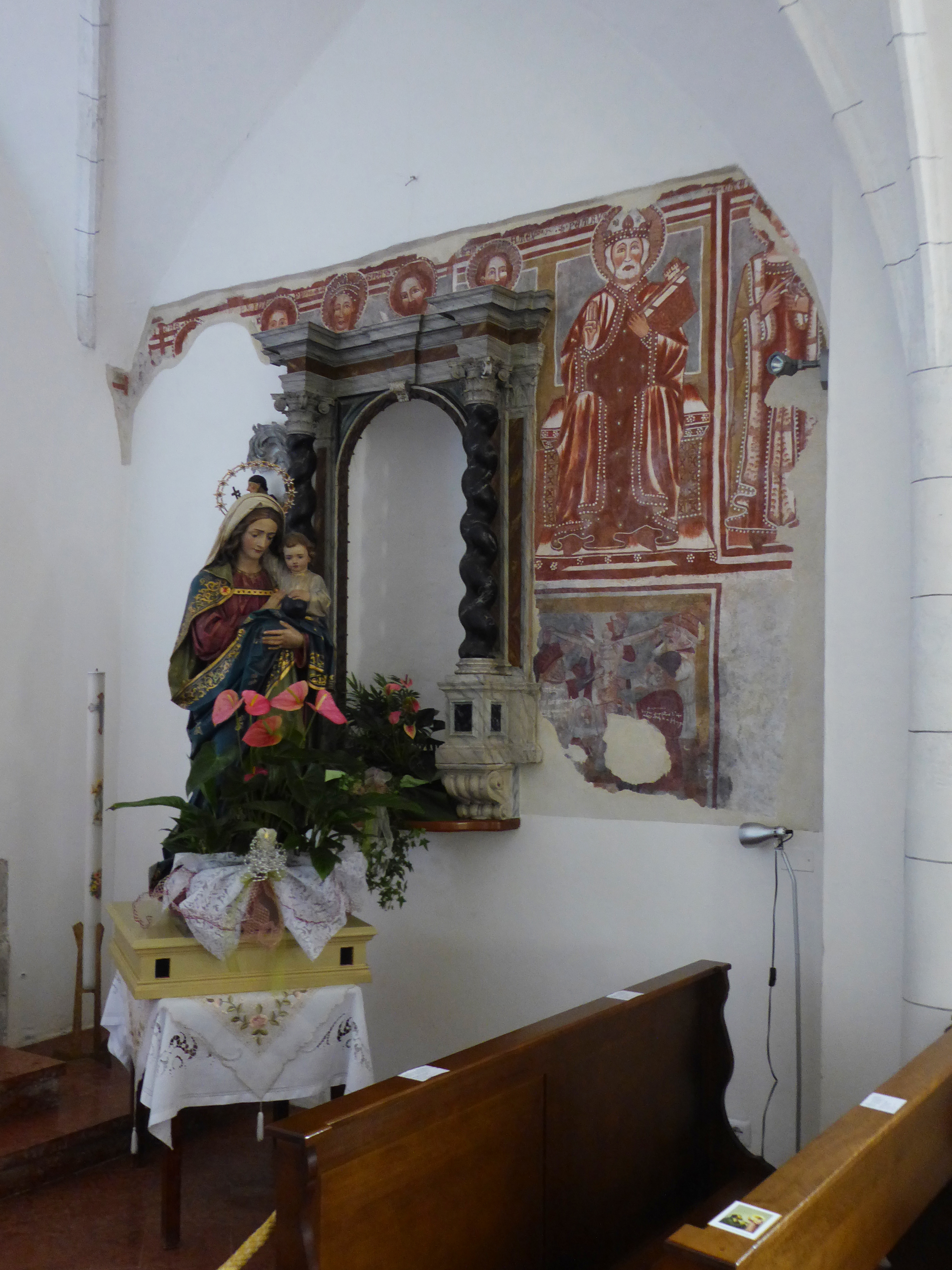
Statua che raffigura la Madonna con bambino posta sulla parte destra, accanto all'arco santo.

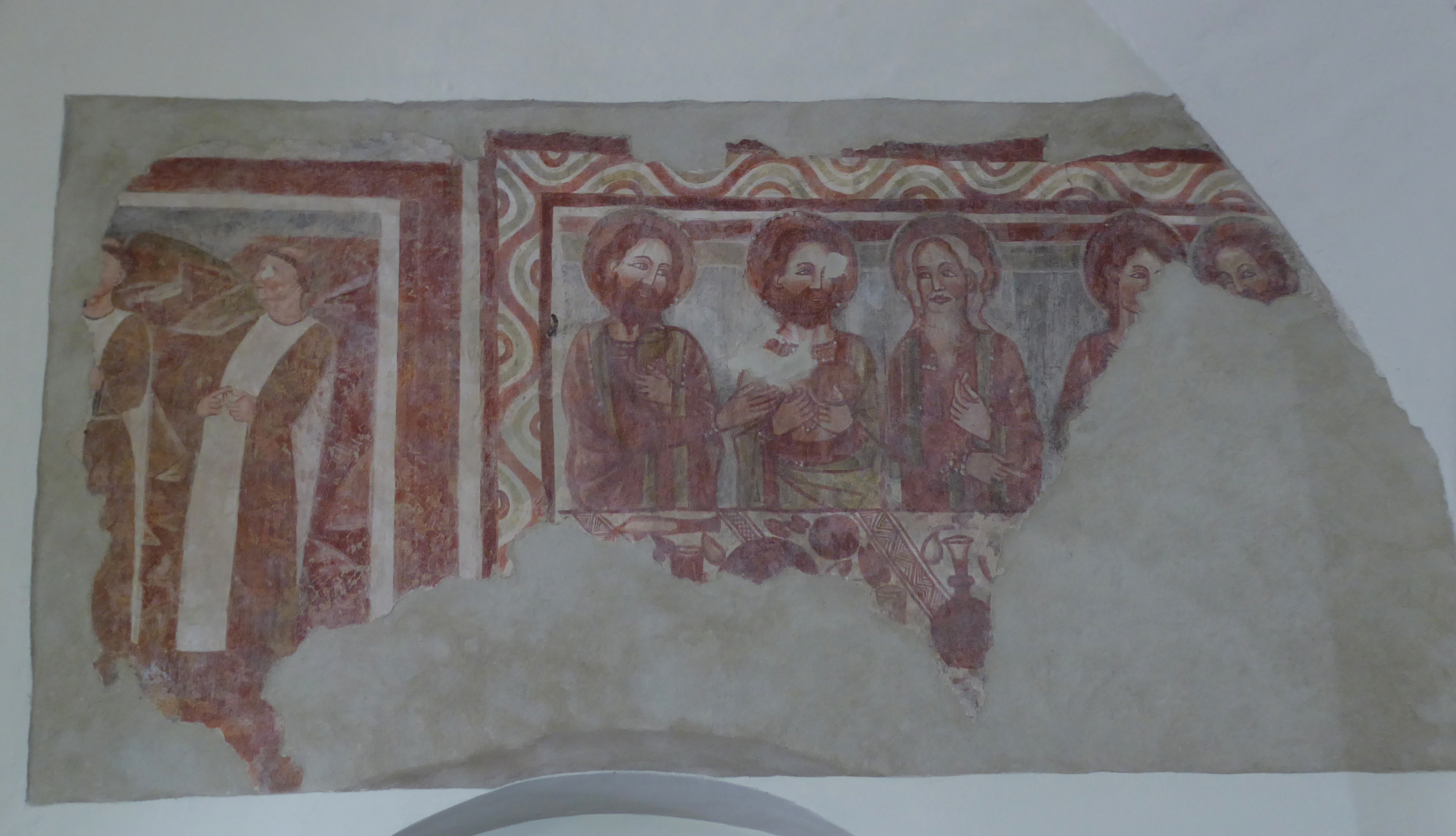
Affreschi seicenteschi.

La costruzione dell'edificio originario si realizzò probabilmente nel XIV secolo e il ciclo di affreschi che conserva all'interno risale a quel periodo. La chiesa venne citata per la prima volta nel 1376. La visita pastorale del 1537 di Bernardo Clesio la documentò come dotata di un soffitto di legno che poco più tardi venne danneggiato da un incendio. Fu necessaria la ricostruzione della parte distrutta ed entro il 1579 tali lavori vennero certamente eseguiti, come documentano i relativi atti vescovili.
All'inizio del XVIII secolo la struttura fu resa più solida con l'aggiunta di nuove pareti a barbacane. Un importante lavoro di restauro venne poi realizzato nel 1895 poiché l'edificio era arrivato a condizioni di degrado non più accettabili, anche a causa delle infiltrazioni di umidità causate dal fatto che il cimitero si trovava troppo vicino ed in posizione elevata. La soluzione trovata fu quella di trasferire l'area cimiteriale e di sanificare poi le murature e gli infissi della chiesa.
Nel 1922 fu realizzato un intervento fortemente criticato perché, con l'ampliamento della sala e l'allungamento della navata, la faccia originale venne demolita e con essa andarono perduti le parti affrescate che l'adornavano.
Prima del secondo conflitto mondiale le babaustre del presbiterio furono rimosse perché instabili e Carlo Bonacina arricchì di nuovi affreschi il catino absidale.  un ciclo di affreschi presso la volta absidale. La chiesa venne elevata a dignità parrocchiale l'ultimo giorno dell'anno 1943.
L'ultimo restauro conservativo si è concluso nel 2010 ed ha comportato il rinnovo di alcuni impianti, la posa di una nuova pavimentazione e il rifacimento degli intonaci interni ed esterni.

## Descrizione

### Esterni
La chiesa si trova nell'abitato della frazione di Banco e presenta un avancorpo che domina il prospetto principale e ne nasconde le originali forme. L'ingresso è architravato con una cornice formata da pilastri laterali e piccolo frontone superiore contenuto in una parte incassata con arco a tutto sesto. Sulla parte frontale della copertura del corpo princilape si trova un piccolo campaniletto in legno. La torre campanaria principale si trova alla sinistra della struttura in posizione arretrata accanto alla sagrestia ed alla parte absidale. La cella campanaria si apre con quattro finestre a bifora e la parte cuspidale ha forma di piramide quadrata più acuta nella metà superiore. Il tetto è ricoperto con scandole in legno.

### Interni
La navata interna è unica suddivisa in tre campate. La campata anteriore è stata eretta nel XX secolo ed ha volta a botte. Le altre due arcate sono seicentesche e caratterizzate da nervature in pietra. Attraverso l'arco santo si accede al presbiterio leggermente rialzato. Le parti maggiormente interessanti dal punto di vista pittorico sono le pareti della terza campata e del presbiterio con affreschi del XV secolo.